# Janvier 1777
Cette page présente les faits marquants du mois de janvier 1777.

## Événements

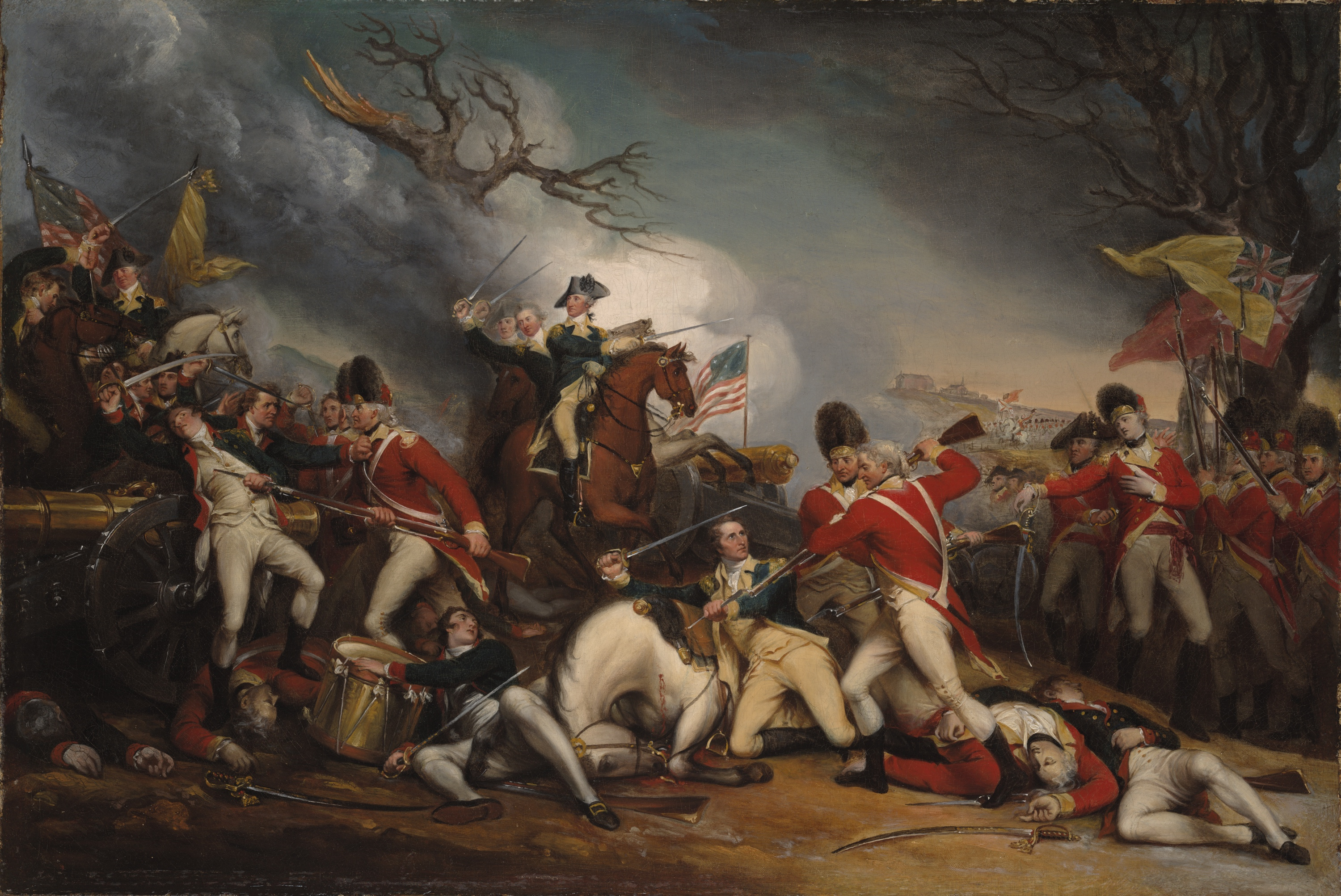
3 janvier:La mort du général Hugh Mercer à la bataille de Princeton. George Washington est à cheval, à l'arrière plan.

- Le Second Congrès continental décide que la Déclaration d'indépendance des États-Unis soit de nouveau publiée. Mary Katherine Goddard se charge de l'imprimer. Ces copies sont les premières à avoir le nom des signataires et sont connues sous le nom de Goddard Broadsides.

- 1er janvier : Le Journal de Paris est le premier quotidien parisien.

- 2 janvier : victoire américaine à la bataille d'Assunpink Creek.

- 3 janvier : victoire américaine sur les Britanniques bataille de Princeton[1].

- 12 janvier : la mission Santa Clara de Asís est fondée dans ce qui est maintenant Santa Clara (Californie).

- 15 janvier : indépendance de l’État du Vermont.

## Naissances
- 3 janvier : Louis Poinsot (mort en 1859), mathématicien français.
- 14 janvier : Arsène Thiébaut de Berneaud (mort en 1850), militaire et agronome français.